# Co czytać?
Co czytać? Poradnik dla czytających książki – poradnik napisany przez redemptorystę Mariana Pirożyńskiego wydany w 1932.

## Treść
W poradniku przeznaczonym przede wszystkim dla młodzieży niewyrobionej duchowo redemptorysta zamieścił krytykę dzieł i twórców światowej i polskiej literatury, wśród których znaleźli się m.in. Honoré de Balzac, Johann Wolfgang von Goethe, Voltaire i Émile Zola. Negatywnych ocen nie oszczędził też polskim autorom, krytykując m.in. Dzieje grzechu Stefana Żeromskiego, Romans Teresy Hennert Zofii Nałkowskiej i Faraona Bolesława Prusa.
Do czytania z literatury polecał Z życia wiejskiego proboszcza i Nos notariusza, jako wolne od niestosowności.

## Krytyka
Z powodu treści książki ks. Pirożyński został uznany przez część mass mediów i środowisk za symbol katolickiego obskurantyzmu. Ostro atakował go Tadeusz Boy-Żeleński oraz wiele czasopism, w tym „Wiadomości Literackie”, „Robotnik”, „Kultura”, „Dwutygodnik Literacki”, „Zwiastun Ewangeliczny”. W artykule Po bezdrożach krytyki. Odpowiedź na zarzuty przeciwko „Co czytać?” przyznał, że popełnił w książce pewne błędy „techniczne” i usiłował odeprzeć zarzuty stawiane mu przez pisarzy katolickich. Otrzymał od władz zakonnych zakaz wszczynania polemiki ze swoimi adwersarzami, zwłaszcza z Boyem. Usiłował obejść ten zakaz, publikując pod pseudonimami, których używał wiele, np. Michał Bilewski, Bolesław Czerwiński, Piotr Giżewski, Aleksander Grzeszczak, Kazimierz Hryniewicz, Gerard Kamiński, Aleksander Korewa, Edmund Kowalski, Jan Nowicki, Eugeniusz Pieniążek, Marian Pilarski, Jan Proński, Jan Truchim, Jakób Zdrój, kryp. „M.P.”, m.p., c.s.